# Ukrajinci u Rusiji
Ukrajinci u Rusiji predstavljaju najveću ukrajinsku dijasporu u svijetu i prema službenom popisu iz 2002. godine ondje ih živi najmanje 2.942.961 ili preko 2 % od ukupne populacije u Ruskoj Federaciji. Ta brojnost ih stavlja na treće mjesto iz Rusa i Tatara. 
Prema istraživanjima ukrajinskih državnih institucija i stručnjaka Sergija Cipka, tvrdi se da realan broj etničkih Ukrajinaca u Ruskoj Federaciji iznosi najmanje 4.379.690 milijuna ljudi, što djelomično uključuje i Kubanske kozake koji se u etničkom smislu upravo tako izjašnjavaju. Ako se u ista istraživanja uključe povijesne činjenice vezane za migracije ukrajinskog stanovništva te kulturološke i jezične karakteristike prilikom određivanja etničkog identiteta, odnosno osobe s nešto daljim ukrajinskim porijeklom, dolazi se do zaključka da realan broj osoba s ukrajinskim porijeklom prelazi 7 milijuna ljudi.
Ukrajinci su prostore današnje Ruske Federacije počeli naseljavati još u srednjem vijeku i te su migracije bile gotovo konstante sve do raspada Sovjetskog Saveza. Prema stručnjaku Davidu Sandersu Ukrajinci u Rusiji predstavljaju izniman značaj za rusku povijest i općenito europeizaciju ruske kulture u 17. i 18. stoljeću. Njihov povijesni doprinos u generalnom razvoju danas Ruske Federacije nemjerljiv s bilo kojom drugom nacionalnom manjinom ili drugim narodom izvan Ruske Federacije, i zahvaljujući tim činjenicama Rusi često znaju okarakterizirati Ukrajince bratskim narodom, što ipak ne isključuje međusobno sukobljavanje političkog i društvenog karaktera.

## Glavna središta ukrajinske populacije
Danas veća središta ukrajinske populacije u Ruskoj Federaciji su Kubanska regija, grad Moskva i njezina regija, grad Sankt-Peterburg i njegova regija, potom regije Zeleni klin, Sivi klin i Žuti klin. Prema popisu iz 2001. u Moskvi živi 253.644 Ukrajinaca, u široj regiji dodatnih 147.808. Prema istogodišnjem popisu u središtu Sankt-Peterburga živi 87.119 Ukrajinaca. 
Na dalekoistočnom prostoru regije Zeleni klin prema posljednjem[kojem?] popisu živi 94.058 Ukrajinaca, uglavnom u Primorskom kraju. Na prostoru Omske regije u sklopu regije Sivi klin živi 77.884 Ukrajinaca. Na ostalim prostorima Ukrajinci su raštrkani i žive u etnički multikulturalnim sredinama ili često ruskim.

## Povijest doseljenja Ukrajinaca u Rusiju
Sve do 13. stoljeća, istočnoslavenska plemena su bila objedinjena pod moćnom državom Kijevskom Rusju. Pripadnici viših staleža iz ukrajinskih plemena tada su u povremenim intervalima naseljavala današnju središnju odnosno zapadnu Rusiju. Veliki knez Kijeva Vladimir II. Monomah osnovao je kneževinu Vladimir-Suzdalj, a njegov sin Jurij Dugoruki osnovao je grad Moskvu 1147. godine. Do kraja 12. stoljeća plemstvo srednjovjekovne Rusi sa svojim središtem u Kijevu počelo je gubiti svoju dominantnu ulogu pred drugim kneževinama u okruženju, koje su imale sve veću autonomiju. Sin kneza Dugorukog, Andrej Bogoljupski, opljačkao je Kijev 1169. i time stvorio preduvjete u kojima je kneževina Vladimir-Suzdalj preuzela vodeću ulogu kao prethodnik moderne Rusije.
Mongolska pljačka i rušenje Kijeva u prosincu 1240. povelo je srednjovjekovnu Rus' u njezin konačan teritorijalni raspad. Mnogi stanovnici s prostora srednjovjekovne Ukrajine pred mongolskom najezdom su preslili uglavnom prema karpatskim planinama, ali se veliki dio ukrajinskog stanovništva i dalje zadržao na sjeveroistočnim prostorima koji se danas nalaze u sklopu zapadne Ruske Federacije. Godine 1299. stolica Kijevske mitropolije je premještena u grad Vladimir zaslugom Mitropolita Maksimusa, ali je u svom naslovu zadržala ime Kijeva. 
Kneževina Vladimir-Suzdalj je nastavila jačati i kasnije se u vazalskom svojstvu transformirala u Veliku kneževinu Moskvu, ali je pravoslavna religiozna spona između Kijeva i Moskve ostala relativno jaka. Mnogi duhovni učenjaci iz najstarijeg istočnoslavenskog svetišta Kijevsko-pečerske lavre tada su slani iz Kijeva prema Moskvi. Iz tada središnjih i često zaraćenih prostora Ukrajine, u Moskvu odlaze mnogi umjetnici, graditelji, učenjaci, obrtnici i drugi stanovnici, a dio stanovništva aktivno pomaže formranje Velike kneževine Litve, Rusi i Samogitije koja je u konačnici obuhvatila oko 4/5 današnjeg ukrajinskog teritorija.

### Ukrajinski utjecaj u srednjovjekovnoj Moskvi
Uplitanje poljske katoličke vlasti u unutrašnje političke poslove Velike kneževine Litve, Rusi i Samogitije na prijelazu s 14. na 15. stoljeće, počelo je vršiti sustavnu marginalizaciju jakog utjecaja ukrajinskog pravoslavnog stanovništva te su time Ukrajinci bili potaknuti da sve više emigriraju prema pravoslavnim središtima u Moskvi. Primjerice 1408. godine, grupa ukrajinskih pravoslavnih plemića predvođena knezom Svidrigajlom i Černigivskim biskupom, popraćena manjom ukrajinsko-litavskom vojskom, uputila se prema pravoslavnoj Moskvi tražeći veću zaštitu svojih vjerskih prava. Takvih primjera je bilo dosta i Ukrajinci su se nakon nekog vremena često znali naći službi dvije suprotstavljene vojske, one litavske i ruske.
Učestali ratovi između tadašnje Litve i Rusije, rezultirali su formiranjem Moskovske mitropolije 1448. koja se odvojila i više nije bila pod jurisdikcijom starije Kijevske mitropolije. Iako, pod proceduralno sumnjivim i otežanim okolnostima, u vrijeme kada je Carigradska patrijaršija bila pod turskom opsadom, mladu Moskovsku mitropoliju su poduprijeli mnogi lokalni Ukrajinci koji su odali priznanje i potpomogli moskovskog mitropolita Jonu. Razdoblje jačanja i formiranja budućeg Ruskog Carstva nastavilo se relativno uspješno kroz 16. stoljeće.
Jedan od istaknutih ukrajinskih kneževa početkom 16. stoljeća bio je Mihajlo Glinskij koji je poveo veliko oslobođenje od litavske vlasti u veljači 1508. godine, te je nakon toga nagrađen najvišim bojarskim statusom i imanjima u okolici ruskog grada Medinja. Sredinom 16. stoljeća ukrajinski hetman Dmitro Višneveckij je posjetio Moskvu te je potom uspješno služio pod rukovodstvom moskovskog cara Ivana IV. oslobodivši grad Belov, njegovu širu okolicu i prostore uz rijeku Tulu. Nakon toga je također nagrađen s više imanja.
U 16. stoljeću trgovanje između ukrajinskih i ruskih prostora je bilo sve učestalije, a tada se ujedno mnogi stanovnici sa središnjih ukrajinskih prostora sele u trgovački ojačane ruske gradove.  Mnogi Ukrajinci tada su ujedno naselili prostore poznate kao «Boljšaja zasečanja čerta» koja je predstavljala obrambeno središte u borbi protiv Tatara. Ti su prostori danas poznatiji kao Slobidska Ukrajina, prostori između današnje sjeveroistočne granice Ukrajine i srednjeg toka rijeke Don. Tada su uz velik broj ukrajinskih doseljenika osnovani gradovi Kursk, Voronež i Harkiv, gdje su bile smještene ukrajinske obrambene vojne jedinice. Prema povijesnim zapisima engleskog trgovca Gilesa Fletchera iz 1588. godine, u svaka od tri navedena grada okupilo se oko 4300 vojnika od čega je njih 4000 bilo sa središnjih ukrajinskih prostora. To je razdoblje bilo obilježeno prvim jačim migracijama Ukrajinaca prema današnjem jugoistoku Ruske Federacije.

### Kulturni i vjerski utjecaj u 17. i 18. stoljeću
Nakon potpisivanja Perejaslavskog sporazuma između Ukrajine i Rusije 1654., migracije iz Ukrajine prema Rusiji su porasle, posebno na prostore ušća rijeke Don i Volge. Značajan dio Ukrajinaca tada je naselio i grad Moskvu te bližu okolicu, posebno duhovni učenjaci, svećenici i monasi, umjetnici, prevodioci, zabavljači i trgovci. Uskoro je u Moskvi stvorena manja imigrantska zajednica koja je kasnije nazvana «Maloruski dvor», prema srednjovjekovnoj matici Kijevske Rusi koja je imala svoje središte u Kijevu i bila poznata kao «Mala Rus'». Godine 1652. u pravoslavno središte Moskvu dolazi 12 uglednih ukrajinskih glazbenika pod rukovodstvom plemića Ternopoljskog, potom i 13 visoko obrazovanih ukrajinskih učenjaka iz Kijevsko-mogiljanske akademije s ciljem da prenesu svoja znanja nižem moskovskom plemstvu i nauče ponešto o kulturi iz Moskve. Uskoro su migracije intelektualaca i plemstva s ukrajinskih prosotra u Moskvu bile toliko velike da su uspostavili Andrijevski manastir koji je imao jako veliki utjecaj na smjer Ruske pravoslavne crkve i politiku patrijarha Nikona, što je u konačnici dovelo do crkvenih reformi i samog raskola na starovjerce i one koji su podržali reforme. Utjecaj ukrajinskog plemstva u Moskvi od tada je rastao svakim danom, posebno nakon 1686. kada je stara Kijevska mitropolija iz Carigradske patrijaršije zbog političkih razloga premještena pod nadležnost novoosnovane Moskovske patrijarhije. 
Nakon ukidanja patrijarhijske stolice odlukom cara Petra I., Ukrajinac Stepan Javorskij postaje Moskovskim mitropolitom, slijedi ga također Ukrajinac Feofan Prokopovič, potom Ukrajinac Dmitro Tuptalo poznatiji kao rostovski Sveti Dimitrij, koji je vršio ogorman ukrajinski utjecaj na Rusku pravoslavnu crkvu i gradove Rostov i Jaroslav od 1704. godine. U cijeloj pravoslavnoj hijerarhiji 70 važnih pozicija su držali Ukrajinci koji su prihvatili moskovsku političku ulogu stvaranja jakog pravoslavnog središta. Usporedbe radi na istim važnim crkvenim pozicijama nalazilo se 43 Rusa, 3 Grka, 2 Rumunja, 2 Srba i 2 Gruzijca, što govori o nespornoj činjenici da su Ukrajinci u tom razdoblju predstavljali najobrazovaniji pravoslavni narod istočne Europe.
Istočnoslavenska pravoslavna tradicija u ukrajinskom narodu je ostala duboko ukorijenjena još od razdoblja Kijevske Rusi te je predstavljala sinonim za ukrajinsku kulturu sve do 17. i 18. stoljeća. U ruske eparhije tada pristižu i mnogi ukrajinski studenti iz Kijevsko-mogiljanske akademije, a već do 1750. oko 125 sličnih duhovnih institucija je otvoreno zahvaljujući njima. Može se reći da su Ukrajinci tada primjetno držali i razvijali ruske duhovne institucije sve do kraja 18. stoljeća. Zahvaljujući Feofanu Prokopoviču otvorena je i Ruska akedemija znanosti 1724. koju je 1746. predvodio posljednji ukrajinski hetman Kirilo Rozumovskij.
Godine 1713. Moskovski vrhovni sud je formirao vlastiti glazbeni zbor u kojem je djelovao 21 Ukrajinac. Tada je posebno bio poznat ukrajinski skladatelj Artem Vedelj. Godine 1741. oko 150 uglednih ukrajinskih glazbenika preselilo se iz Ukrajine u Sankt-Peterburg kako bi sudjelovali i izvodili svoj umjetnički repertoar dugoročno. Godine 1763. za rukovoditelja Carskog zbora postavljen je M. Poltoratskij, a potom poznati skladatelj Dmitro Bortnjanskij. U isto vrijeme na carskom dvoru u Sankt-Peterburgu radi i ukrajinski skladatelj Maksim Berezovskij. Mnogi Ukrajinci su tada djelovali i u sklopu sanktpeterburške Akademije umjetnosti. 
Prisutnost Ukrajinaca u ruskoj carskoj vojsci krajem 17. i početkom 18. stoljeća počela se drastično uspinjati. Ukrajinci su u znatnom omjeru sudjelovali i u bitci kod Poltave 1709., što na ruskoj strani, što na strani ukrajinskog hetmana Ivana Mazepe koji se borio za pripajanje zapadnih ukrajinskih teritorija i viši stupanj autonomije. Mnogi Ukrajinci u isto vrijeme su bile žrtve prisilnog rada te su velikim brojevima naseljavali okolicu Sankt-Peterburga, često zaposleni na raznim poslovima u gradovima, ili još češće u građevinskim slabo plaćenim ili čak neplaćenim poslovima. Ukrajinci su od srednjovjekovlja pratili bogatu tradiciju izgradnje kvalitetnih obrambenih utvrda što se u Rusiji manifestiralo nizom poslova i projekata od čega su sami Ukrajinci imali vrlo male ili nikakve koristi.
U carsku Rusiju su tijekom 17. i 18. stoljeća prisilno dolazile velike grupe ukrajinskih imigranata optuženih od ruskog cara za separatizam i pokušaj odvajanja tadašnje Ukrajine (Malorusije) od Rusije. Veliki broj tih Ukrajinaca je u početku bio priveden u Moskvu na fiktivno suđenje, a potom često deportiran na prostore Sibira, okolicu Arhangelska i Solovecke otoke, gdje su se često u vrlo hladnim uvjetima smrznuli i umrjeli. Do danas nije poznat točan broj umrlih na takav način, ali je poznato da je riječ minimalno o desecima tisuća ljudi. Među poznatijim povijesnim osobama na tim su se deportacijskim listama našli i mnogu ukrajinski hetmani poput Demjana Mnogogrišnog, Ivana Samojloviča, Petra Dorošenka i drugih. Isto tako cijela porodica hetmana Ivana Mazepe, A. Vojnarovskog i gotovo svih ukrajinskih plemića, i kozačkih suboraca koji su podržali separativnu politiku Mazepe, a kasnije su se vratili u Rusko Carstvo.
Pojedini Ukrajinci su radi svojega visokog obrazovanja i karizme bili toliko cijenjeni da ih ruski carevi unatoč poticanju separatizma nisu željeli usmrtiti ili deportirati već su ih držali u carskim pritvorima na svojim dvorovima, često ih nagovarajući da se vrate u carsku službu i prihvate rusku centralističku ideju stvaranja Ruskog Carstva.  Među njima su se posbeno isticali hetman Pavlo Polubotok, Pavlo Holovatij i Petro Kalniševskij. Može se slobodno reći da je tadašnja stroga centralizacija i rusifikacija ukrajinskih prostora u Ruskom Carstvu sredinom 18. stoljeća počela uništavati prethodno slabije, ali relativno poželjne političke odnose između Ukrajinaca u Rusiji (Ukrajini) i samih ruskih vlasti. S druge strane, 17. i 18. stoljeće se smatra intenzivnim razdobljem europeizacije središnjih ruskih prostora u kojima su glavnu ulogu imali mnogobrojni visoko obrazovani ukrajinski doseljenci, što uključuje veliki broj ukrajinskog svećeničkog staleža.

### Masovne migracije u 19. stoljeću
Dva velika ruska književnika ukrajinskog podrijetla Nikolaj Gogolj i Fjodor Dostojevski imali su veliki utjecaj na formiranje književne kulture u Rusiji, sam Gogolj je rođen na prostoru današnje Ukrajine te je pisao i na ukrajinskom jeziku, no ono što je u 19. stoljeću značajnije za Ukrajince u Rusiji jesu njihove masovne migracije na poprilično udaljene azijske prostore. Početkom 19. stoljeća započele su velike migracije stanovništva iz Bjelorusije, Ukrajine i sjeverozapadne Rusije prema najudaljenijim koliniziranim krajevima Ruskog Carstva. Uglavnom Ukrajinci sa središnjih i istočnih ukrajinskih prostora su te kolonizirane krajeve u vrlo velikom broju naseljavali kao vojnici, i potom nakon ukidanja kmetstva 1861. godine kao slobodni seljaci. Posebno su tada naseljavali prostore sjevernog Kavkaza, uključujući središta Stavropol i Terek, zatim južne prostore uz rijeke Don i Volgu te južne planinske prostore Urala. U većem broju Ukrajinci su naselili i prostore ruskog Dalekog istoka, konkretno prostore takozvane Zelene Ukrajine, gdje su u toj cijeloj dalekoistočnoj regiji činili čak ¼ stanovništva.
Ukrajinci su u tim pojedinim novonaseljenim koloniziranim područjima predstavljali većinu te su često samostalno utjecali na pozitivan kulturni razvoj tih podneblja. Ondje su razvijali ukrajinske običaje i kulturu uz činjenicu da je u istom razdoblju ukrajinski jezik bio zabranjivan, a njihova struktura organizacije stanovanja i način vođenja administrativnih poslova se ponešto razlikovao od susjednih podneblja koje su naselili ruski doseljenici. Ondje gdje su se ruski i ukrajinski stanovnici mješali, često je radi rusifikacijske politike prevladala ruska kultura koja se odrazila postepenom asmilacijom značajnog dijela ukrajinskih sužitelja. Ukrajinci na tim koloniziranim multietničkim prostorima do danas su ostali svijesni svojih ukrajinskih korijena, iako će se izjasniti da je njihov materinji jezik ruski.
Nakon niza većih migracija u 19. stoljeću, prvi službeni popis stanovništva u Ruskom Carstvu napravljen je 1897. godine, ali taj je djelomično točan popis označavao pripadnike prema jeziku, a ne prema etničkoj pripadnosti, što je za veliki broj djelomično rusificiranih Ukrajinaca označavalo netočnu identifikaciju s obzirom na to da se nisu osjećali etničkim Rusima unatoč tomu što su prihvatili ruski jezik koji je bio službeni. Osobe koje su se izjasnile da govore ruski jezik često su imale veće povlastice i prava pred ukrajinofonim stanovništvom što se odrazilo na drastičnu daljnu asimilaciju, između ostalog vidljivu i u tom popisu. Prema popisu iz 1897. koji je registrirao isključivo ukrajinofone osobe, u kojemu naravno nisu bili uključeni zapadni Ukrajinci izvan Ruskog Carstva, evidentirano je njih 22.380.551, od tog broja u europskoj Rusiji je registrirano 1.020.000 na Kavkazu (posebno Kubanska regija) i bližoj okolici do 1.500.000, a na ruskom Dalekom istoku 209.000 osobe. Prema pojedinim analizama ukrajinskih stručnjaka realna brojka Ukrajinaca u Ruskom Carstvu na prijelazu s 19. na 20. stoljeće kretala se oko 3.621.100 ljudi.

## Migracije u sovjetskom razdoblju
Nezadugo nakon Prvog svjetskog rata, ukrajinske prostore je zahvatila prva veća glad u 20. stoljeću, točnije 1921./1922. godine. Prema određenim povjesničarima navodi se da je glad nepotrebno izazvana te se hrana izvozila iz političkih razloga unatoč tome što je postratno stanovništvo preživljavalo u vrlo teškim uvjetima. Prema određenim analizama tada je umro između 900.000 do 1.100.000 ukrajinskih građana, među kojima su Ukrajinci činili preko 90 posto. Taj je događaj u sovjetskoj povijesti bilježen kao posljedica ratnih stradavanja u teškim postsovjetskim uvjetima i žrtve su svrstane pod ratne žrtve, ali se taj podatak, i tako interpretirana pojava, do danas uzimaju kao relativno točne s obzirom na to da je ta pojava gladi bila evidenta te prisutna gotovo isključivo na prostoru Sovjetske Ukrajine.
Početkom 1920-ih, Ukrajinci su svoje teritorijalne granice unutar Sovjetskog Saveza generalno formirali prema ukrajinofonom stanovništvu i povijesnim ukrajinskim regijama, koje su u prethodnom razdoblju duže vrijeme bile pod okupacijom Litve, Poljske i Rusije. U sastav buduće sovjetske republike ušao je i slabije naseljen kolonizirani jugoistočni dio zemlje na kojemu su od 15. stoljeća uglavnom živjeli malobrojni Krimski Tatari. Ipak, neki susjedni ruski prostori, koji su u natpolovičnoj većini bili naseljeni etničkim Ukrajincima, nisu ušli u sastav Sovjetske Ukrajine, poput primjerice Kurske, Voronješke i Kubanske oblasti, a neki dijelovi u Rostovskoj oblasti su naknadno oduzeti i pripojeni Sovjetskoj Rusiji, poput Taganroga i Šahtija. Na zahtjev ruskih vlasti, vlast Sovjetske Ukrajine također se trajno odrekla i povećih teritorija u južnoj Bjelorusiji koje su od srednjovjekovlja u etničkom smislu pripadale ukrajinskim zemljama. 
Migracije Ukrajinaca prema Sovjetskoj Rusiji u samom početku stvaranja Sovjetskog Saveza su se odvijale uglavnom iz ekonomskih i kulturnih razloga, a nakon Staljinovog preuzimanja vlasti te su migracije dobile političke konotacije. Veliki broj Ukrajinaca u tom je razdoblju prebačen u Sibir, kako na često prisilan rad, tako i na odsluženje kazne. Nova namtenuta politika rusifikacije svih sovjetskih prostora i stroga centralizacija rezultirala je time da je veliki broj Ukrajinaca u Sovjetskoj Rusiji sebe počeo identificirati Rusima, s obzirom na to da su time često stjecali veća prava i nije im se nametao osjećaj da pripadaju fiktivnom nacionalističkom ukrajinskom narodu, osumnjičenom za separatizam i pokušaj odvajanja Ukrajine od Rusije. 
Takvi trendovi asimilacije intenzivno su se nastavili sve do Drugog svjetskog rata, a primjetno su počeli opadati tek nakon Staljinove smrti. Između ostalog, kao izraz suosjećanja za nekoliko milijuna Ukrajinaca umrlih od gladi, deportiranih ili ubijenih sredinom tridesetih godina, pod parolom u spomen vječnog prijateljstva, Sovjetskoj Ukrajini je 1954. dodijeljena Krimska oblast koja se prethodno nalazila u sastavu Sovjetske Rusije. Ukrajinci u Sovjetskoj Rusiji, popraćeni snažnom sovjetskom propagandom, nikada nisu stekli pravomjeran dojam da ih u vlastitoj državi i drugim prostorima Sovjetskog Saveza, uključujući i Rusiju, ima manje za 7 do 10 milijuna, ili oko ¼ manje od njihovog ukupnog broja. Dva službena popisa stanovništva u Sovjetskoj Rusiji, onaj iz 1926. (6,9 milijuna) i tek onaj iz 1939. (3,1 milijuna), potvrdili su drastičan pad rasta ukrajinske populacije unatoč tome što su u međuvremenu zabilježene dodatne relativno masovne migracije ili deportacije iz Ukrajine prema Rusiji. Postotak Ukrajinaca u Rusiji sve do 2002. godine ostao je u konstantnom padu ili stagnaciji te se počeo popravljati tek posljednjih nekoliko godina.

## Vanjske poveznice
- Ukrajinci u Rusiji (ukr.)  Arhivirana inačica izvorne stranice od 6. svibnja 2013. (Wayback Machine)
- Ukrajinska organizacija Kobza iz Rusije (ukr.)
- Proces raseljavanja Ukrajinaca u Rusiji (ukr.)